# Rotulo di Giosué

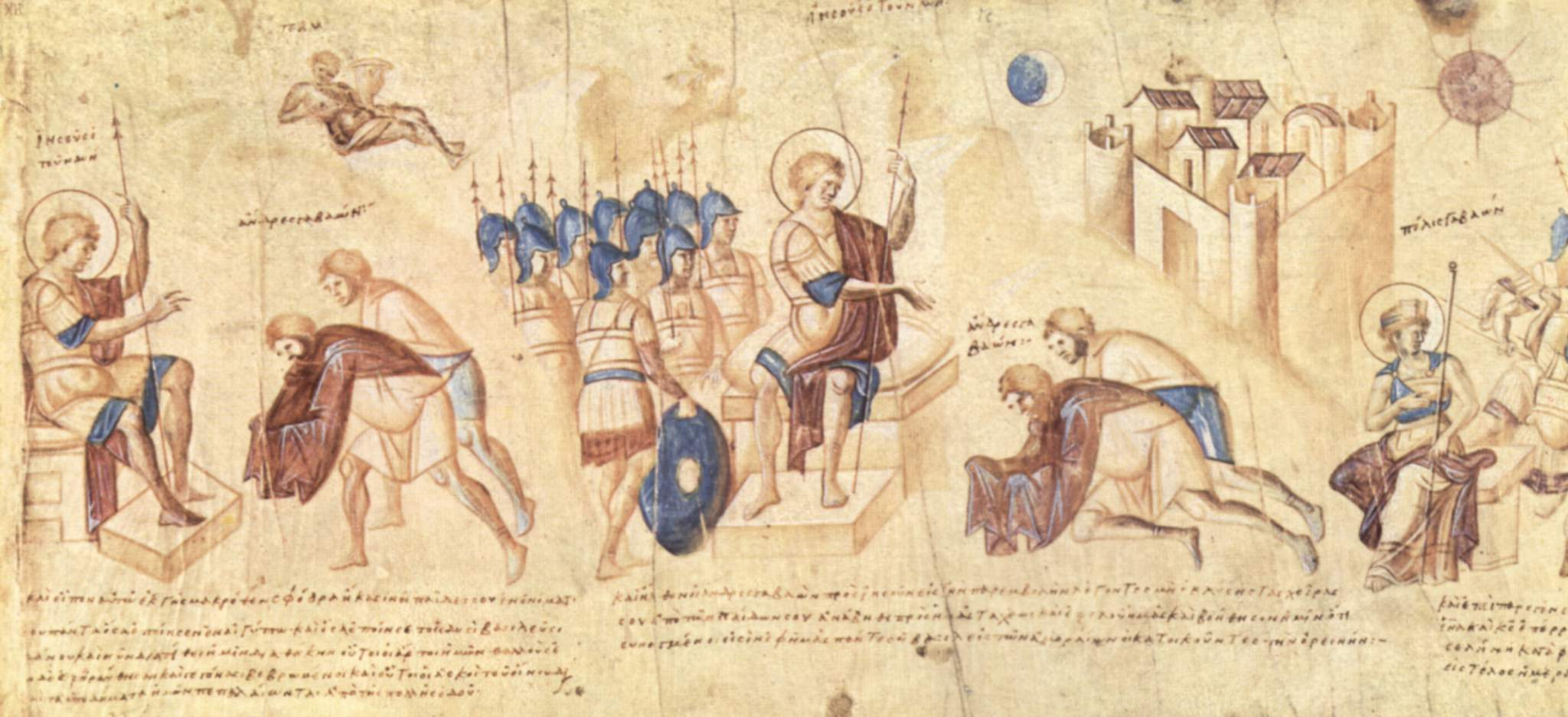
Particolare del Rotolo di Giosué - Scene precedenti alla battaglia di Gabaon.

Il Rotulo di Giosué è un rotulo miniato risalente probabilmente al X secolo e conservato nella Biblioteca Apostolica Vaticana. Costituisce uno dei più celebri e discussi esempi di miniatura bizantina

## Storia
Il manoscritto, stando alle annotazioni che contiene, è stato realizzato a Costantinopoli ed è restato in uso ai grecofoni almeno fino al XIII secolo. Intorno al 1500 si trovava a Padova nelle collezioni di Niccolò Leonico Tomeo. Nel 1574 fu registrato nelle collezioni di Ulrich Fugger ad Augsburg e alla sua morte, nel 1584, il manoscritto fu donato con tutti i libri di sua proprietà alla biblioteca di Federico IV del Palatinato a Heidelberg. Nel 1623, Massimiliano I di Baviera donò l'intera biblioteca palatina alla biblioteca della Santa Sede.

## Forma e contenuto
Il rotolo ha la forma di un rotolo orizzontale continuo o rotulus, comune nell'arte cinese ma unico negli esempi sopravvissuti di arte cristiana medievale. È costituito di vari pezzi di pergamena di pecora uniti fra loro, è alto 31 cm e lungo circa 10 m. Il rotolo riproduce la prima parte del Libro di Giosuè tratto dall'Antico Testamento, usando una versione ridotta del testo dei Septuaginta. Il testo riporta i principali successi militari di Giosuè e termina con i sovrani da lui vinti in battaglia. È stato originariamente dipinto in grisaglia, da diversi artisti, con una colorazione parziale aggiunta più tardiva. La scrittura utilizzata maiuscola e minuscola.

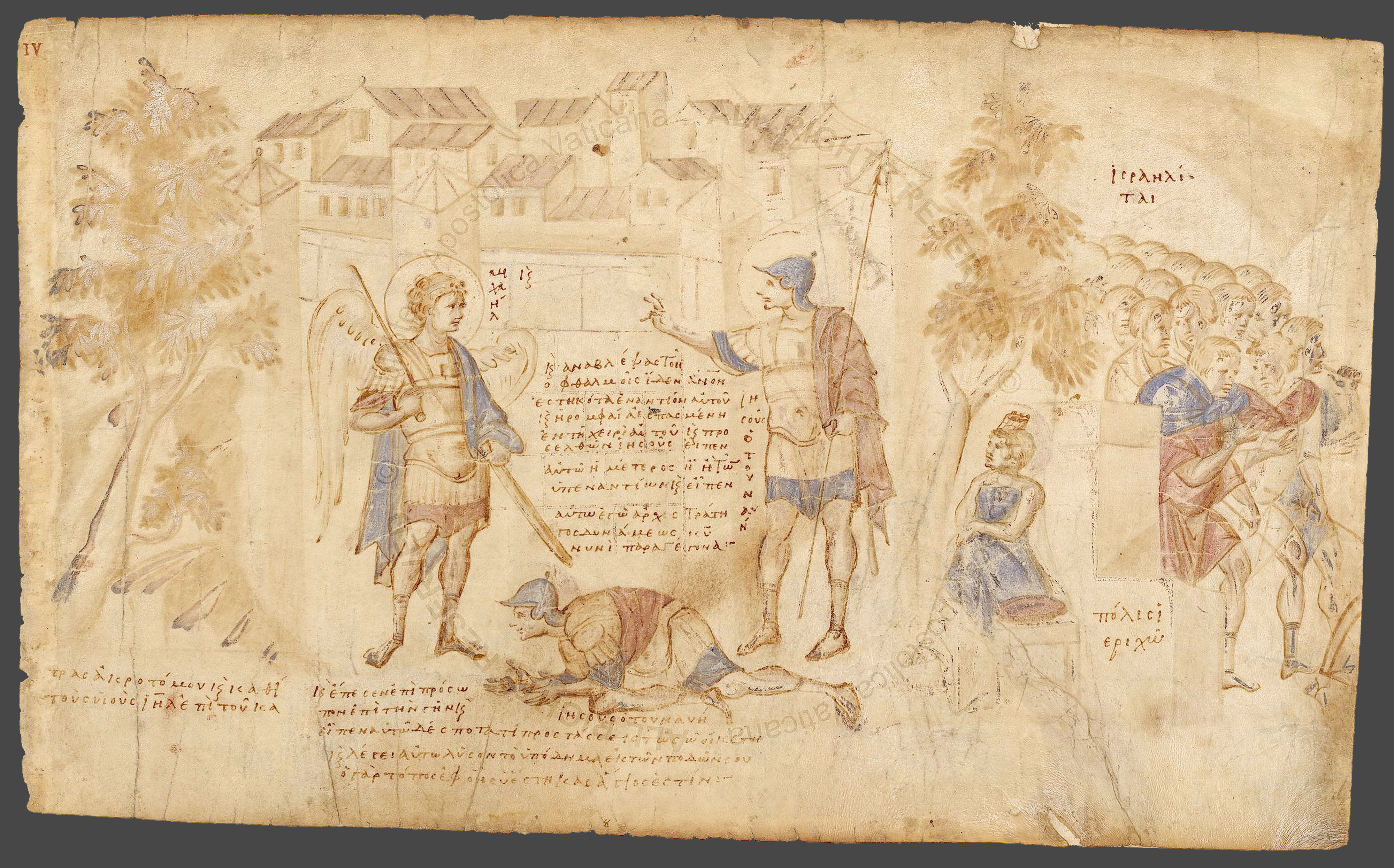
Rotolo di Giosué, Apparizione dell'angelo del Signore a Giosuè.

## Stile
Lo stile è classicheggiante anche se è oggetto di molti dibattiti quanto rappresenti una ripresa o una copia da un modello molto più antico. Le sue origini sono state molto discusse dagli storici dell'arte e il rotolo è considerato «uno dei problemi più importanti e complessi dell'arte bizantina». Il rotolo è generalmente fatto risalire al X secolo ma la maggior parte degli storici dell'arte ritiene che le immagini derivino da una o più opere precedenti, forse risalenti alla tarda antichità. L'argomento ha prodotto un forte disaccordo tra Kurt Weitzmann, che attribuiva la forma del rotolo ad un'invenzione classicizzante del Rinascimento macedone, e Meyer Schapiro, che, pur concordando con Weitzmann la datazione del X secolo, sosteneva che i rotuli dipinti esistessero già nella tarda antichità, e che il rotulo fosse essenzialmente copiato.
Steven Wander, professore all'Università del Connecticut, sostiene che le immagini sono inclinate di dieci gradi, in un fregio continuo lungo i dieci metri del rotulo. Egli suggerisce che ciò potrebbe essere dovuto al fatto che il rotulo era una copia degli attuali schizzi preparatori o dei disegni di lavoro per una vera colonna, forse in scala, come la Colonna di Cristo ottoniana in bronzo realizza per il vescovo Bernoardo per la chiesa di San Michele ad Hildesheim.